# Goldbrakteat aus Neuenhaus
Der Goldbrakteat aus Neuenhaus ist ein Brakteat aus dem 6. bis 7. Jahrhundert. Er wurde im Jahr 2020 auf einem Acker beim Ortsteil Veldhausen der niedersächsischen Stadt Neuenhaus im Landkreis Grafschaft Bentheim in Niedersachsen gefunden.

## Beschreibung
Der Goldbrakteat ist eine dünne Scheibe aus 80 % Gold und 17 % Silber, die einseitig geprägt ist. Sie hat einen Durchmesser von 49 mm. Etwa ein Viertel der Scheibe fehlt. Beim Auffinden war die Scheibe zusammengefaltet. Auf der geprägten Seite weist sie zwei verzierte Zonen auf. In der inneren Zierzone befindet sich ein Muster mit gebogenen und verschlungenen Linien in der Art eines Knotenmusters, die mit Perldrähten besetzt sind. Die äußere Zone besteht aus acht fein gearbeiteten Flechtwerkbändern, die die Scheibe ringförmig umgeben.
Aufgrund der landesweiten wissenschaftlichen Bedeutung des Fundstücks stellte das Niedersächsische Landesamt für Denkmalpflege fest, dass das Schatzregal anzuwenden ist und der Goldbrakteat Eigentum des Landes ist. Der Finder erhielt eine Belohnung. Der Fund soll dauerhaft im Landesmuseum Natur und Mensch Oldenburg ausgestellt und vorher vorübergehend in der Burg Bentheim gezeigt werden.

## Entdeckung
Den Goldbrakteat fand ein Naturschützer 2020 beim Markieren von Kiebitznestern auf einem Acker mit Mais. Die Fundmeldung ging über ein in der Nähe tätiges Grabungsunternehmen an einen ehrenamtlich tätigen Sondengänger, der die untere Denkmalschutzbehörde des Landkreises und das Niedersächsische Landesamt für Denkmalpflege informierte. Nähere Untersuchungen der Fundstelle durch das Niedersächsische Landesamt für Denkmalpflege waren infolge der COVID-19-Pandemie erst 2021 möglich. Dabei wurden keine weiteren Funde gemacht. Die Untersuchungen ergaben, dass der Oberboden am Fundort verlagert war und möglicherweise vom Aushub eines etwa 500 Meter entfernten Regenrückhaltebeckens stammt. Daher ist die Fundstelle nicht der ursprüngliche Ablageort des Gegenstandes. In der näheren Umgebung gibt es zahlreiche bedeutende Bodendenkmale aus unterschiedlichen Epochen, darunter ein monumentales Hügelgrab.

## Bewertung
Forscher datieren den Goldbrakteat auf das späte 6. Jahrhundert oder die erste Hälfte des 7. Jahrhunderts. Aus dieser Zeit sind in Niedersachsen bisher nur eine Handvoll Goldobjekte gefunden worden. Es handele sich um eine herausragende Goldschmiedearbeit des frühen Mittelalters. Zudem ist die Zone mit Flechtwerkbändern eine ungewöhnliche und besonders aufwendige Verzierungsform.
Laut der Oldenburger Bezirksarchäologin des Niedersächsischen Landesamtes für Denkmalpflege Jana Esther Fries gehörte der einstige Besitzer des Goldbrakteats der gesellschaftlichen Elite an, da Goldbrakteaten als repräsentative Statussymbole im Frühmittelalter gelten. Sie geht davon aus, dass das Stück als Anhänger einer Halskette diente und der Träger es zur Darstellung seines Status nutzte. Das Fehlen eines Viertels der Scheibe und das Falten deuten Forscher als absichtliche symbolische Zerstörung.